# Grundsheim (Landschaftsschutzgebiet)
Das Landschaftsschutzgebiet Grundsheim ist ein mit Verordnung der Unteren Naturschutzbehörde beim Landratsamt Alb-Donau-Kreis vom 16. Juni 2003 ausgewiesenes Landschaftsschutzgebiet (LSG-Nummer 4.25.124).

## Lage und Beschreibung
Das 107,4109 Hektar große Landschaftsschutzgebiet liegt nordwestlich der Gemeinde Grundsheim. Im Norden grenzt das Gebiet an das Landschaftsschutzgebiet Oberstadion. Das Gebiet gehört zu den Naturräumen Donau-Ablach-Platten und Hügelland der unteren Riß.
Laut Steckbrief handelt es sich um eine vielfältige, reich strukturierte Landschaft des Sulzbach- und Reutibachtales mit landschaftsbildprägenden und ökologisch wertvollen Kulturlandschaftselementen. Lokal bedeutsamer Erholungsraum.
Der Reutibach durchfließt auf seinem Weg zur Donau das Landschaftsschutzgebiet.

## Schutzzweck
Laut Schutzgebietsverordnung ist der wesentlicher Schutzzweck
- die Erhaltung der Vielfalt, Eigenart und Schönheit des Sulzbach- und Reutibachtales mit den angrenzenden Hangbereichen;
- die Erhaltung der landschaftsbildprägenden und ökologisch wertvollen Kulturlandschaftselemente wie Feldhecken, Feldgehölze, Feldraine, Einzelbäume, Baumgruppen und Streuobstwiesen;
- die Erhaltung der unverbauten und landschaftsästhetisch ansprechenden Landschaftsteile als lokal bedeutsame Erholungsräume.